# (10041) Parkinson
(10041) Parkinson est un astéroïde de la ceinture principale.

## Description
(10041) Parkinson est un astéroïde de la ceinture principale. Il fut découvert le 24 avril 1985 à l'Observatoire Palomar par Carolyn S. Shoemaker et Eugene M. Shoemaker. Il présente une orbite caractérisée par un demi-grand axe de 2,32 UA, une excentricité de 0,20 et une inclinaison de 23,2° par rapport à l'écliptique.
Il porte le nom de l'ingénieur américain Bradford Parkinson.

## Compléments